# Aphestia chalybaea
Aphestia chalybaea är en tvåvingeart som beskrevs av Roder 1881. Aphestia chalybaea ingår i släktet Aphestia och familjen rovflugor. Inga underarter finns listade i Catalogue of Life.